# FilmOut San Diego
Il FilmOut San Diego, noto anche come FilmOut San Diego LGBT Film Festival, è un festival cinematografico statunitense, istituito nel 2005 per premiare, promuovere e celebrare i film a tematica gay, lesbo e trans.

## Edizioni
| N°  | Anno | Edizione               |
| --- | ---- | ---------------------- |
| 1ª  | 2005 | FilmOut San Diego 2005 |
| 2ª  | 2006 | FilmOut San Diego 2006 |
| 3ª  | 2007 | FilmOut San Diego 2007 |
| 4ª  | 2008 | FilmOut San Diego 2008 |
| 5ª  | 2009 | FilmOut San Diego 2009 |
| 6ª  | 2010 | FilmOut San Diego 2010 |
| 7ª  | 2011 | FilmOut San Diego 2011 |
| 8ª  | 2012 | FilmOut San Diego 2012 |
| 9ª  | 2013 | FilmOut San Diego 2013 |
| 10ª | 2014 | FilmOut San Diego 2014 |
| 11ª | 2015 | FilmOut San Diego 2015 |
| 12ª | 2016 | FilmOut San Diego 2016 |
| 13ª | 2017 | FilmOut San Diego 2017 |
| 14ª | 2018 | FilmOut San Diego 2018 |
| 15ª | 2019 | FilmOut San Diego 2019 |